# Ас-Суейда (мухафаза)
Ал-Суейда е една от 14-те мухафази (области) на Сирия. Населението ѝ е 370 000 жители (по приблизителна оценка от декември 2011 г.). Намира се в часова зона UTC+2. Разделена е на 3 минтаки (околии) и 9 нахии (общини). Основен език е арабският.